# A37高速公路 (葡萄牙)
A37高速公路（葡萄牙語：A37）是葡萄牙里斯本一條高速公路。呈東南—西北走向，南起布拉卡，北至辛特拉。全長16公里。
1985年至1994年分段通車，2009年拓寬至六線行車。